# Yalova (tỉnh)
Tỉnh Yalova là một tỉnh ở tây bắc Thổ Nhĩ Kỳ, bên bờ đông của Biển Marmara. Các tỉnh giáp ranh là: Bursa về phía nam và Kocaeli về phía tây. Tỉnh lỵ là thành phố Yalova. Dân số tỉnh Yalova là 188.440. Trước năm 1995, Yalova là một huyện của tỉnh Istanbul.

## Các quận, huyện
Tỉnh Yalova được chia thành 6 đơn vị cấp huyện:
- Altınova
- Armutlu
- Çiftlikköy
- Çınarcık
- Termal
- Yalova (tỉnh lỵ)

## Những người nổi tiếng từ tỉnh Yalova
- Mehmet Okur - cầu thủ bóng rổ NBA
- Şebnem Ferah – ca sĩ
- İzel (İzel Çeliköz) – ca sĩ